# Łotewska Formuła 4
Łotewska Formuła 4 – cykliczne wyścigi według przepisów Formuły 4 rozgrywane na Łotwie w latach 1965–1983. W 1988 roku pod nazwą „Formuła 4” rozegrano na Łotwie mistrzostwa Formuły Mondial.

## Mistrzowie
| Sezon | Kierowca          | Zespół          | Samochód       |
| ----- | ----------------- | --------------- | -------------- |
| 1965  | Jūlijs Vinte      | DOSAAF Ryga     | Estonia 3-IMZ  |
| 1968  | Petr Jewstafjew   | DOSAAF Ryga     | Estonia 15-IŻ  |
| 1970  | Aris Sotaks       | Daugava Ryga    | Estonia 15M-IŻ |
| 1977  | Raimonds Gudriķis | Daugava Kandava | Estonia 15M-IŻ |
| 1979  | Arnis Silis       | Daugava Ryga    | Estonia 15M-IŻ |
| 1980  | Andris Štāls      | DOSAAF Jurmała  | Estonia 15M-IŻ |
| 1981  | Alfrēds Ābolkalns | DOSAAF Jurmała  | Estonia 15M-IŻ |
| 1982  | Andris Štāls      | DOSAAF Jurmała  | Estonia 15M-IŻ |
| 1983  | Vilnis Silmežs    | Daugava Ryga    | Estonia 15M-IŻ |